# 神戸弁
神戸弁（こうべべん）は、兵庫県の南東部、神戸市周辺で用いられる日本語の方言で、近畿方言のうちの一つである。京阪式アクセント（標準的な甲種アクセント）。摂津方言とは異なるいくつかの特徴があり、播磨方言に属する。

## 特徴
まず神戸と大阪の語法の差異には以下の重点が存在する。
1. 神戸では「居る（オル）」を、大阪では「イル」や「イテル」を多用する。（ただし、大阪でも地区によってはオルを多用する。イルはあまり使われない）
2. 神戸では進行態（ヨー）と完了態（トー）を区別する。大阪では進行・完了ともに「テル」または「トル」を用いる。
3. 大阪のハル敬語に対する神戸のテヤ敬語（「敬語体系」の節参照）。
4. 未然形の違い（「有らぬ」を神戸では「アラヘン」、大阪では「アレヘン」と言うが、神戸でも話者により「アレヘン」と言う例も少なくない[2]）。

### 進行態と完了態
神戸弁における相（アスペクト）は播州弁およびその他の西日本諸方言と共通であり、完了と不完了を区別する。それぞれ不完了（進行態）を動詞連用形＋ヨー（よう）、完了（継続・結果態）を動詞連用形＋トー（とう）で表現する。「ヨー」は完了後を示さず、「トー」は開始前を含まない。これらは西日本方言に広く見られる「ヨル（連用形＋おる）」「トル（連用形＋て＋おる）」と同じ用法である。ただし、最近はこの区別が曖昧になりつつあり全て「～トル」「～トー」で済ましてしまう人も増えている。摂津方言ではこれの同根語として「ヨール」「トール」を使うが、「ヨール」には侮蔑のニュアンスが含まれる。大阪弁の「イル」に対し神戸弁が「オル」を使うのはこれに付随する現象で、大阪では「オル」の卑語化が起こったことにより代わりに「イル」で進行態を表現するようになった結果である（井上文子、1992年）。
文例1
1. 蝉が死によう。（蝉が死にかけている。）
2. 蝉が死んどう。（蝉が既に死んでいる。）

文例2
1. 台風来ようから[3]、たぶん電車止まりようで。（台風がやって来ているところだから、たぶん電車はもうすぐ止まるだろう。）
2. 台風来とうから、たぶん電車止まっとうで。（既に台風が来ているから、たぶん電車はもう止まっているだろう。）

その他、予備態の「トク」（標準語の「～ておく」）が存在する。この「トク」は継続動詞に付く場合の体系に崩れが起きており、戦前に「待っとう」だったのが戦後には「待っとく」となった。

### 否定表現
打ち消しには「ヘン」と「ン」を用いる。また過去を表すのに「ズ」も用いる。例：行かへん（行かない）、かまへん（構わない）、行かずや（行かなかった）、寄らずや（よらなかった）。短い動詞には「見やへん（見ない）」「せやしまへん（しやしません）」など、繋ぎの音が入る。
「来ない」は「コン」「キヤヘン」「ケーヘン」「コヤヘン」など多様な語形があるが、現在は「コーヘン」の使用頻度が高くなっている。
「無い」という言葉は形容詞としてのみ使われ、「ノーナル（無くなる）」「ナケラコマル（無ければ困る）」の様に言う。
現在ではあまり見なくなったが、一段動詞の五段化も併用されていた。例：見ん→見らん（見ない）、来ん→来らん（こない）。

### 敬語体系
播州・丹波から中国地方にかけて用いられるテヤ敬語とは、摂津方言で言う尊敬表現の『ハル』の代わりに、『動詞連用形＋テ（＋「ヤ」など）』を用いる敬語体系である。
大阪湾岸におけるテヤ敬語の東限は、1958年（昭和33年）に鎌田良二が神戸市須磨区から大阪市までの1800人の中高生を対象にした調査から、神戸市東灘区の住吉川にあるとされ、西の御影でテヤ専用者が72%、東の本山でハル専用者が80%であった（テヤは灘区で82%、芦屋市で0%）。しかし戦中の東灘区御影地域（当時の御影町）を描いた野坂昭如の小説『火垂るの墓』ではテヤ敬語が登場したのは1度きりで、敬語体系は摂津方言のそれと軌を一にする。この事について東灘区が空襲の多大な被害に遭い復興の中で一時的に神戸との同一化が進んだ事が原因として挙げられる。
文例：
1. 「いらっしゃいますか」→「おってですか」
2. 「お行きにならない」→「行ってやない」
3. 「お聞きの人」→「聞いての人」

ハル敬語も併用されるが大阪と同様の「ハル」ではなく、原型に近い「ナハル」が用いられる。テヤ敬語は大阪弁との平均化によって東から消滅しつつある。最近ではテヤ敬語よりもハル敬語が優勢になりつつある。

### その他の特徴的な語法
- 断定の「ヤ」

近畿方言一円によく見られる断定の終助詞。丁寧語では標準語に近く「デス」「デッセ」「デンネ」となり、大阪式の「ダス」を使うことは少なく、京都式の「ドス」は全く使われない。
文例：
1. 「あれがポートタワーや。」（あれがポートタワーだ。）
2. 「布引の滝は見事でっせ。」（布引の滝は見事ですよ。）

- 存在の「アル」

丁寧形は「オマス」または「オマッセ」。大阪式の「オマ」とは言わない。名詞形「アリ」を（「リ」にアクセントを置いて）「そんな事有りか（そんなことしても構わないのか）」という使い方をするのも特徴的。
- 強調終助詞「レエ」

自己主張の「ワ」、反語の「カ」に付接してその意味を強める。「イ」「イヤ」「イナ」と同義。近畿に広く分布する。
- 動詞接尾辞

「ワラカス（笑わす）」「ヌラカス（濡らす）」「ダマカス（騙す）」「転ばす「コロバカス」など＜使役＞の「カス」。「ミダケル（乱れる）」「ハズケル（外れる）」「ツブケル（潰れる）」など＜自発＞の「ケル」。これらは助動詞として自立する程ではないにしろ、兵庫県下一般に聞かれる。

## 音韻
「ウ」を東日本式のɯではなくuで発音（西日本方言一般の特徴）したり、ジ・ズを破擦音ではなく必ず摩擦音で発音する事（京都から広島にかけての特徴）を除けば、標準語とほぼ同一の音韻体系を有する。すなわち合拗音は元々使われず、四つ仮名はジとヂ・ズとヅの区別がない。ただし系外音として「うん」同様のぞんざいな肯定に鼻から呼気を抜いて無声の「ン」（『細雪』の大阪弁で「ふん」と表現される音）を用いる。
- かつてはザ行、ダ行、ラ行の混乱が激しかったが、現在は収束している。

- 近畿一円に見られる音韻現象であるが、一部の語ではサ行がハ行となる。七が「ヒチ」となる事は普通。「行きましょう」は「イキマホ」、「しません」は「シマヘン」である。

- 鼻濁音は存在するものの、意識した使い分けは衰退しつつある。

- 近畿方言一般に、激しく訛ると語中のiが半母音化し、直前の子音が補われる（促音・撥音が発生する）。例：「スンミョッシャッタラアッシャデニッシャカッシュキニノリカエヤ（住吉やったら芦屋で西明石行きに乗り換えや）」

- 大阪弁とも共通する特徴で、iがe、uがoに転訛する。例：ケツネ（狐）、タノキ（狸）

- 近畿及び周辺の諸方言と共通する特徴として、1拍名詞の長音化や拍内下降が見られる。

## 活用語

### 動詞
動詞の仮定形は『連用形＋タラ』に取って変わられたため殆ど廃退した。
一段動詞は五段化したものが併用されるが不完全で、未然形以外は馴染みが薄い。
変格活用の未然形は複雑で、カ行変格活用「来る」では未然形は「コ（ラ）」「キ（ラ）」を併用。サ行変格活用「する」では「セ」「シ」「サ」を併用。また、特例として「おます（存在動詞「おる」の丁寧語）」では未然形のみsがhに転訛して「オマヘ」となり「おまへん（ございません）」の形をとる。
これらを除けば神戸弁の動詞の活用は大阪弁とほぼ共通する。
「雨が降ろと風が吹こと（雨が降ろうと風が吹こうと）」というような＜未然形による推量＞に使われる音便変化形（amu>au>o）が存在する点も標準語・大阪弁と同様である。
命令法については命令形と連用形のそれぞれを単独使用できる。連用形を用いた方がニュアンスは丁寧で、多用される。例えば「付ける」の命令形と連用形はどちらも「付け」と書くが、連用形の「ツケ」（低高）に対し命令形の方は拍内下降を含み、正確には「ツケェ」（低高低）と発音する。「漬ける」では連用形が「ツケ」（高高）、命令形が「ツケ」（高低）となる。

### 形容詞
一方形容詞の仮定形はケレバ＞ケリャ＞ケラと直音化した。西日本諸方言の特徴として連用形にウ音便が適用される。近畿方言一般の特徴として語幹形があり、「無い」「良い」以外ではそれ単独で詠嘆法とできる。
| 種類           | 語例           | 語幹形 | 未然形       | 連用形         | 連用形       | 終止連体形           | 仮定形   |
| 種類           | 語例           | 語幹形 | 未然形       | 1              | 2            | 終止連体形           | 仮定形   |
| -------------- | -------------- | ------ | ------------ | -------------- | ------------ | -------------------- | -------- |
| ai型           | 高い           | タカ   | （タカカロ） | タコー、タカー | （タカカリ） | タカイ               | タカケラ |
| ii型           | 惜しい         | オシ   | （オシカロ） | オシー         | （オシカリ） | オシイ               | オシケラ |
| ui型           | 悪い           | ワル   | （ワルカロ） | ワルー         | （ワルカリ） | ワルイ               | ワルケラ |
| oi型           | 強い           | ツヨ   | （ツヨカロ） | ツヨー         | （ツヨカリ） | ツヨイ               | ツヨケラ |
| 特別           | 無い           | ナ     | （ナカロ）   | ノー           | （ナカリ）   | ナイ                 | ナケラ   |
| 特別           | ええ           | ヨ     | （ヨカロ）   | ヨー           | ヨカリ       | エー                 | ヨケラ   |
| 特別           | 綺麗           | キレ   |              | キレー         |              | キレー               |          |
| 単独の用法     | 単独の用法     | 感嘆   | （推量）     | 連用           |              | 終止、連体、（連用） | 仮定     |
| 付く助動詞の例 | 付く助動詞の例 | ソーヤ | （マイ）     |                | ソーヤ       | ラシー               |          |

（）：あまり使われないもの

### 助動詞
| 語       | 未然形 | 未然形   | 連用形       | 連用形       | 終止形   | 連体形   | 仮定形 | 命令形 |
| 語       | 1      | 2        | 1            | 2            | 終止形   | 連体形   | 仮定形 | 命令形 |
| -------- | ------ | -------- | ------------ | ------------ | -------- | -------- | ------ | ------ |
| ン       |        |          | ズ           | イ、ナン     | ン       | ン       | ナ     |        |
| ヘン     |        |          |              | ヘイ、ヘナン | ヘン     | ヘン     |        |        |
| シマセン |        |          | （シマセズ） | シマセナン   | シマセン | シマセン |        |        |
| タ       |        |          |              |              | タ       | タ       | タラ   |        |
| マス     | マセ   | マショ   |              | マシ         | マス     | マス     |        | マセ   |
| デス     |        | デショー |              | デシ         | デス     | デス     |        |        |
| ヤ       |        | ヤロ     | デ、ヤ       | ヤッ         | ヤ、ジャ | （ナ）   | ナラ   |        |

（）：あまり使われないもの
五段型：
- ス - せる（使役）
- サス - させる（使役）
- ヨル（ヨー） - つつある
- トル（トー） - ている
- トク - ておく
- テマウ - （～し）てしまう（過去の不本意）
- ナハル - なさる（尊敬）
- ヤガル - やがる（侮蔑）
- クサラス - 同上
- サラス - 同上
- テケツカル - （～し）てやる
- タル - 同上
- テコマス - 同上

一段型：
- レル - れる（受身・可能・自発）
- ラレル - られる（受身・可能・自発）
- タゲル - （～し）てあげる

形容詞型：
- タイ - （～し）たい（意志）
- トモナイ - （～し）たくない（否定意志）
- ラシー - らしい

形容動詞型：
- ヤ - だ（断定）
- ヨーヤ - 様だ
- ミタイヤ - みたいだ
- ベシヤ - つもりだ（意志・推量の「べし」）
- ソーヤ - そうだ（様態・伝聞）

連用形のみ：
- カッ - （～）であっ（た）（過去の様態）

終止形のみ：
- マイ - まい（打ち消しの意思・推量）
- テン - たのだ（過去強調）
- ネン - のだ（強調）

特殊型：
- ン - ぬ（否定）
- ヘン - ない
- シマセン（シマヘン） - ません
- タ - た（過去）
- デス - です
- ダス - です

## 語彙・俚言
- アトサシ

一つの布団に前後から寝ること。
- アモ

餅
- 荒ゴミ（あらごみ）

他地域で言う「燃えないゴミ」
- うらおもて[7]

チーム分けをする際のじゃんけんの一種。近年では「ウララオモテ」とも。大阪では「グーパー」。
- エンバ

あいにく
- オマワリ

副食物
- コットリ

落とし栓
- サンライズ

他地域で言うメロンパンのこと
- そば焼き

（お好み焼き屋で提供される）ソース焼きそば
- タナモト

台所
- ダボ

東播から阪神間にかけて聞かれる「バカ」に該当する罵倒語。俗に“どあほ”が省略された形と思われているが、由来のある罵倒語である。そのなかでも一番汚い領域に入る。
- どべ

びり、最下位、底辺の意。「どべた」「べった」とも。
- ナガタン

包丁
- 肉天

お好み焼きの旧称
- 日番（にちばん）

学校における児童・生徒による一日交代の当番。他地域で言う日直。
- バラケツ

不良・愚連隊の意。大正時代の神戸を舞台にした「バラケツ勝負」という映画（1965年 東映）もある。
- ピラミッドケーキ

バウムクーヘンの旧称
- フンマイ

踏み台
- ポンヤ

仲間はずれ
- マヒゲ

眉毛
- メグ

壊す
- メゲル

壊れる

## 神戸弁に関連した作品など
- 『火垂るの墓』
- 『少年H』
- 『神戸在住』
- 『わかば』
- 『あるいとう』
- 『バジーノイズ』